# Japón en la Copa Mundial de Fútbol de 2018
La selección de Japón fue uno de los 32 equipos participantes en la Copa Mundial de Fútbol de 2018, torneo que se llevó a cabo del 14 de junio al 15 de julio en Rusia.
El 31 de agosto de 2017, dentro del grupo B, selló su clasificación matemática al certamen tras derrotar 2-0 a Australia. Fue la tercera selección nacional en clasificarse después de Brasil e Irán.

## Clasificación

### Segunda ronda
| Selección  | Pts. | PJ | PG | PE | PP | GF | GC | Dif |
| ---------- | ---- | -- | -- | -- | -- | -- | -- | --- |
| Japón      | 22   | 8  | 7  | 1  | 0  | 27 | 0  | 27  |
| Siria      | 18   | 8  | 6  | 0  | 2  | 26 | 11 | 15  |
| Singapur   | 10   | 8  | 3  | 1  | 4  | 9  | 9  | 0   |
| Afganistán | 9    | 8  | 3  | 0  | 5  | 8  | 24 | -16 |
| Camboya    | 0    | 8  | 0  | 0  | 8  | 1  | 27 | -26 |

| Fecha                   | Lugar          | Local      |                       | Resultado                                                    |                       | Visitante  |
| ----------------------- | -------------- | ---------- | --------------------- | ------------------------------------------------------------ | --------------------- | ---------- |
| 16 de junio de 2015     | Saitama        | Japón      | Bandera de Japón      | 0 – 0 Archivado el 19 de octubre de 2017 en Wayback Machine. | Bandera de Singapur   | Singapur   |
| 3 de septiembre de 2015 | Saitama        | Japón      | Bandera de Japón      | 3 – 0 Archivado el 19 de octubre de 2017 en Wayback Machine. | Bandera de Camboya    | Camboya    |
| 8 de septiembre de 2015 | Teherán (Irán) | Afganistán | Bandera de Afganistán | 0 – 6 Archivado el 19 de octubre de 2017 en Wayback Machine. | Bandera de Japón      | Japón      |
| 8 de octubre de 2015    | Seeb (Omán)    | Siria      | Bandera de Siria      | 0 – 3 Archivado el 13 de octubre de 2017 en Wayback Machine. | Bandera de Japón      | Japón      |
| 12 de noviembre de 2015 | Kallang        | Singapur   | Bandera de Singapur   | 0 – 3 Archivado el 17 de octubre de 2017 en Wayback Machine. | Bandera de Japón      | Japón      |
| 17 de noviembre de 2015 | Nom Pen        | Camboya    | Bandera de Camboya    | 0 – 2 Archivado el 17 de octubre de 2017 en Wayback Machine. | Bandera de Japón      | Japón      |
| 24 de marzo de 2016     | Saitama        | Japón      | Bandera de Japón      | 5 – 0 Archivado el 19 de octubre de 2017 en Wayback Machine. | Bandera de Afganistán | Afganistán |
| 29 de marzo de 2016     | Saitama        | Japón      | Bandera de Japón      | 5 – 0 Archivado el 19 de octubre de 2017 en Wayback Machine. | Bandera de Siria      | Siria      |

### Tercera ronda
| Selección              | Pts. | PJ | PG | PE | PP | GF | GC | Dif |
| ---------------------- | ---- | -- | -- | -- | -- | -- | -- | --- |
| Japón                  | 20   | 10 | 6  | 2  | 2  | 17 | 7  | 10  |
| Arabia Saudita         | 19   | 10 | 6  | 1  | 3  | 17 | 10 | 10  |
| Australia              | 19   | 10 | 5  | 4  | 1  | 16 | 11 | 5   |
| Emiratos Árabes Unidos | 13   | 10 | 4  | 1  | 5  | 10 | 13 | -3  |
| Irak                   | 11   | 10 | 3  | 2  | 5  | 11 | 12 | -1  |
| Tailandia              | 2    | 10 | 0  | 2  | 8  | 6  | 24 | -18 |

| Fecha                   | Lugar          | Local                  |                                   | Resultado                                                      |                                   | Visitante              |
| ----------------------- | -------------- | ---------------------- | --------------------------------- | -------------------------------------------------------------- | --------------------------------- | ---------------------- |
| 1 de septiembre de 2016 | Saitama        | Japón                  | Bandera de Japón                  | 1 – 2 Archivado el 1 de septiembre de 2017 en Wayback Machine. | Bandera de Emiratos Árabes Unidos | Emiratos Árabes Unidos |
| 6 de septiembre de 2016 | Bangkok        | Tailandia              | Bandera de Tailandia              | 0 – 2 Archivado el 1 de septiembre de 2017 en Wayback Machine. | Bandera de Japón                  | Japón                  |
| 6 de octubre de 2016    | Saitama        | Japón                  | Bandera de Japón                  | 2 – 1 Archivado el 1 de septiembre de 2017 en Wayback Machine. | Bandera de Irak                   | Irak                   |
| 11 de octubre de 2016   | Melbourne      | Australia              | Bandera de Australia              | 1 – 1 Archivado el 1 de septiembre de 2017 en Wayback Machine. | Bandera de Japón                  | Japón                  |
| 15 de noviembre de 2016 | Saitama        | Japón                  | Bandera de Japón                  | 2 – 1 Archivado el 1 de septiembre de 2017 en Wayback Machine. | Bandera de Arabia Saudita         | Arabia Saudita         |
| 23 de marzo de 2017     | Al Ain         | Emiratos Árabes Unidos | Bandera de Emiratos Árabes Unidos | 0 – 2 Archivado el 1 de septiembre de 2017 en Wayback Machine. | Bandera de Japón                  | Japón                  |
| 28 de marzo de 2017     | Saitama        | Japón                  | Bandera de Japón                  | 4 – 0 Archivado el 1 de septiembre de 2017 en Wayback Machine. | Bandera de Tailandia              | Tailandia              |
| 13 de junio de 2017     | Teherán (Irán) | Irak                   | Bandera de Irak                   | 1 – 1 Archivado el 1 de septiembre de 2017 en Wayback Machine. | Bandera de Japón                  | Japón                  |
| 31 de agosto de 2017    | Saitama        | Japón                  | Bandera de Japón                  | 2 – 0 Archivado el 31 de agosto de 2017 en Wayback Machine.    | Bandera de Australia              | Australia              |
| 5 de septiembre de 2017 | Yeda           | Arabia Saudita         | Bandera de Arabia Saudita         | 1 – 0 Archivado el 10 de noviembre de 2017 en Wayback Machine. | Bandera de Japón                  | Japón                  |

### Estadísticas
| PJ | Futbolistas |
| -- | --- |
| 18 | Genki Haraguchi, Maya Yoshida |
| 16 | Keisuke Honda |
| 14 | Shinji Kagawa, Shinji Okazaki, Hiroki Sakai |
| 13 | Makoto Hasebe, Yūto Nagatomo, Hotaru Yamaguchi |
| 12 | Masato Morishige |
| 11 | Shusaku Nishikawa |
| 10 | Takashi Usami |
| 9  | Hiroshi Kiyotake |
| 8  | Gōtoku Sakai |
| 6  | Takuma Asano, Eiji Kawashima, Yuya Kubo, Yoshinori Muto |
| 4  | Yosuke Kashiwagi, Yu Kobayashi, Tomoaki Makino, Yūya Ōsako |
| 3  | Wataru Endo, Yosuke Ideguchi, Mu Kanazaki, Gen Shoji |
| 2  | Yasuyuki Konno, Shu Kurata, Gaku Shibasaki |
| 1  | Hiroki Fujiharu, Mike Havenaar, Masaaki Higashiguchi, Takashi Inui, Shinzo Koroki, Yuichi Maruyama, Takumi Minamino, Ryota Oshima, Kosuke Ota, Kenyu Sugimoto |

| Goles | Futbolistas                                                                                    |
| ----- | ---------------------------------------------------------------------------------------------- |
| 7     | Keisuke Honda                                                                                  |
| 6     | Shinji Kagawa                                                                                  |
| 5     | Genki Haraguchi, Shinji Okazaki                                                                |
| 4     | Maya Yoshida                                                                                   |
| 2     | Takuma Asano, Mu Kanazaki, Hiroshi Kiyotake, Yuya Kubo                                         |
| 1     | Yosuke Ideguchi, Masato Morishige, Yasuyuki Konno, Yūya Ōsako, Takashi Usami, Hotaru Yamaguchi |
| Aut.  | Khoun Laboravy, Hamdi Al-Masri, Sharif Mukhammad                                               |

## Amistosos previos

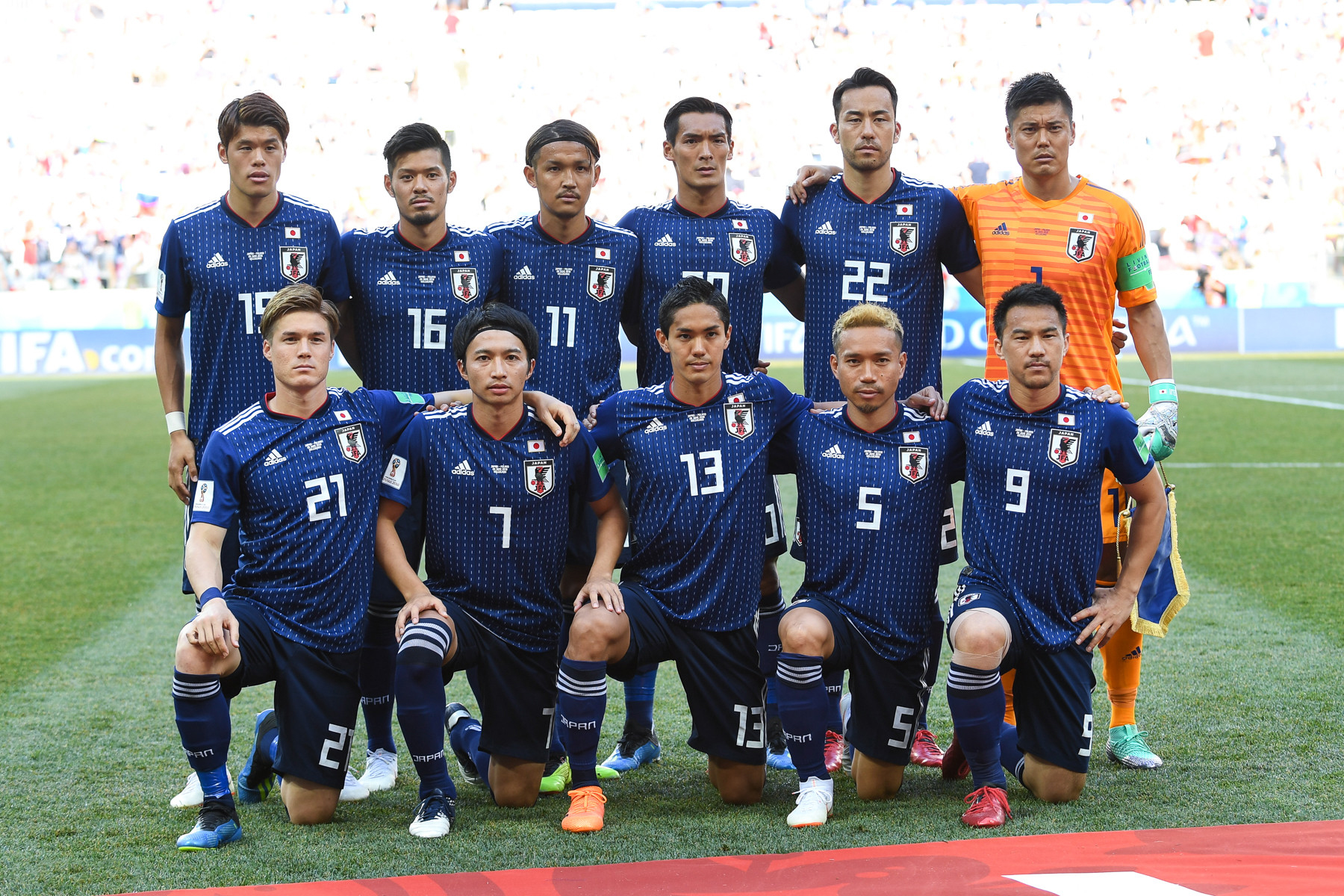
Los 11 titulares con los que Japón disputaría un partido frente a Polonia. El combinado asiático fue vencido 2-1.

| 9 de diciembre de 2017, 19:15 (UTC+10) | Japón          | 1:0 (0:0) | Corea del Norte | Estadio Ajinomoto, Tokio, Japón                         |                                                         |
|                                        | Ideguchi 90+3' |           |                 | Asistencia: 20,806 espectadores Árbitro(s): Chris Beath | Asistencia: 20,806 espectadores Árbitro(s): Chris Beath |

| 12 de diciembre de 2017, 19:15 (UTC+10) | Japón                         | 2:1 (0:0) | China          | Estadio Ajinomoto, Tokio, Japón                           |                                                           |
|                                         | Kobayashi 84' · Gen Shōji 88' |           | Yu Dabao 90+4' | Asistencia: 17,220 espectadores Árbitro(s): Muhammad Taqi | Asistencia: 17,220 espectadores Árbitro(s): Muhammad Taqi |

| 16 de diciembre de 2017, 19:15 (UTC+10) | Japón        | 1:4 (1:3) | Corea del Sur                                                 | Estadio Ajinomoto, Tokio, Japón                         |                                                         |
|                                         | Kobayashi 3' |           | Kim Shin-wook 13', 35' · Jung Woo-young 23' · Yeom Ki-hun 69' | Asistencia: 36,645 espectadores Árbitro(s): Chris Beath | Asistencia: 36,645 espectadores Árbitro(s): Chris Beath |

| 23 de marzo de 2018, 16:00 (UTC+1) | Japón                | 1:1 (0:1) | Mali               | Estadio Maurice Dufrasne, Lieja, Bélgica    |                                             |
|                                    | Shōya Nakajima 90+3' |           | Abdoulay Diaby 43' | Asistencia: 20 300 espectadores Árbitro(s): | Asistencia: 20 300 espectadores Árbitro(s): |

| 27 de marzo de 2018, 15:00 (UTC+1) | Japón              | 1:2 (1:1) | Ucrania                                            | Estadio Maurice Dufrasne, Lieja, Bélgica    |                                             |
|                                    | Tomoaki Makino 41' |           | Naomichi Ueda 21' (a.g.) · Oleksandr Karavayev 69' | Asistencia: 11 000 espectadores Árbitro(s): | Asistencia: 11 000 espectadores Árbitro(s): |

| 30 de mayo de 2018, 19:00 (UTC+10) | Japón | 0:2 (0:1) | Ghana                                   | Estadio Internacional de Yokohama, Yokohama, Japón |                                             |
|                                    |       |           | Thomas Partey 9' · Emmanuel Boateng 51' | Asistencia: 70 000 espectadores Árbitro(s):        | Asistencia: 70 000 espectadores Árbitro(s): |

| 8 de junio de 2018, 16:15 (UTC+1) | Suiza                                              | 2:0 (1:0) | Japón | Stadio Comunale di Cornaredo, Lugano, Suiza |                                             |
|                                   | Ricardo Rodríguez 42' (pen.) · Haris Seferović 82' |           |       | Asistencia: 14 000 espectadores Árbitro(s): | Asistencia: 14 000 espectadores Árbitro(s): |

| 12 de junio de 2018, (UTC+1) | Japón | 4:2 (0:1) | Paraguay | Tivoli Neu, Innsbruck, Austria |  |
|                              |       |           |          | Árbitro(s):                    |  |

## Participación

### Lista de convocados
Técnico:  Akira Nishino
| No. | Pos. | Jugador              | Fecha de nacimiento (edad)         | Apa. | Goles | Club                  |
| --- | ---- | -------------------- | ---------------------------------- | ---- | ----- | --------------------- |
| 1   | POR  | Eiji Kawashima       | 20 de marzo de 1983 (35 años)      | 84   | 0     | FC Metz               |
| 2   | DEF  | Naomichi Ueda        | 24 de octubre de 1994 (23 años)    | 3    | 0     | Kashima Antlers       |
| 3   | DEF  | Gen Shoji            | 11 de diciembre de 1992 (25 años)  | 10   | 1     | Kashima Antlers       |
| 4   | MED  | Keisuke Honda        | 13 de junio de 1986 (32 años)      | 95   | 36    | Pachuca               |
| 5   | DEF  | Yuto Nagatomo        | 12 de septiembre de 1986 (31 años) | 105  | 3     | Galatasaray           |
| 6   | DEF  | Wataru Endo          | 9 de febrero de 1993 (25 años)     | 11   | 0     | Urawa Red Diamonds    |
| 7   | MED  | Gaku Shibasaki       | 28 de mayo de 1992 (26 años)       | 17   | 3     | Getafe                |
| 8   | MED  | Genki Haraguchi      | 9 de mayo de 1991 (27 años)        | 32   | 6     | Fortuna Düsseldorf    |
| 9   | DEL  | Shinji Okazaki       | 16 de abril de 1986 (32 años)      | 112  | 50    | Leicester City        |
| 10  | MED  | Shinji Kagawa        | 17 de marzo de 1989 (29 años)      | 91   | 29    | Borussia Dortmund     |
| 11  | MED  | Takashi Usami        | 6 de mayo de 1992 (26 años)        | 23   | 3     | Fortuna Düsseldorf    |
| 12  | POR  | Masaaki Higashiguchi | 12 de mayo de 1986 (32 años)       | 4    | 0     | Gamba Osaka           |
| 13  | DEL  | Yoshinori Muto       | 15 de julio de 1992 (25 años)      | 23   | 2     | FSV Mainz             |
| 14  | MED  | Takashi Inui         | 2 de junio de 1988 (30 años)       | 26   | 2     | Eibar                 |
| 15  | DEL  | Yūya Ōsako           | 18 de mayo de 1990 (28 años)       | 28   | 7     | 1. FC Colonia         |
| 16  | MED  | Hotaru Yamaguchi     | 6 de octubre de 1990 (27 años)     | 41   | 2     | Cerezo Osaka          |
| 17  | MED  | Makoto Hasebe        | 18 de enero de 1984 (34 años)      | 110  | 2     | Eintracht Frankfurt   |
| 18  | MED  | Ryota Oshima         | 23 de enero de 1993 (25 años)      | 5    | 0     | Kawasaki Frontale     |
| 19  | DEF  | Hiroki Sakai         | 12 de abril de 1990 (28 años)      | 42   | 0     | Olympique de Marsella |
| 20  | DEF  | Tomoaki Makino       | 11 de mayo de 1987 (31 años)       | 32   | 4     | Urawa Red Diamonds    |
| 21  | DEF  | Gotoku Sakai         | 14 de marzo de 1991 (27 años)      | 40   | 0     | Hamburgo SV           |
| 22  | DEF  | Maya Yoshida         | 24 de agosto de 1988 (29 años)     | 82   | 10    | Southampton           |
| 23  | POR  | Kosuke Nakamura      | 27 de febrero de 1995 (23 años)    | 3    | 0     | Kashiwa Reysol        |

### Primera Fase
| Selección | Pts | PJ | PG | PE | PP | GF | GC | Dif |
| --------- | --- | -- | -- | -- | -- | -- | -- | --- |
| Colombia  | 6   | 3  | 2  | 0  | 1  | 5  | 2  | 3   |
| Japón 1   | 4   | 3  | 1  | 1  | 1  | 4  | 4  | 0   |
| Senegal   | 4   | 3  | 1  | 1  | 1  | 4  | 4  | 0   |
| Polonia   | 3   | 3  | 1  | 0  | 2  | 2  | 5  | -3  |

#### Colombia vs. Japón
| 19 de junio de 2018, 15:00 (UTC+3) | Colombia     | 1:2 (1:1) | Japón                        | Mordovia Arena, Saransk                                   |                                                           |
|                                    | Quintero 39' | Reporte   | Kagawa 6' (pen.) · Osako 73' | Asistencia: 40 842 espectadores Árbitro(s): Damir Skomina | Asistencia: 40 842 espectadores Árbitro(s): Damir Skomina |

| Colombia | Japón |

| GK            | 1  | David Ospina           |     |     |
| RB            | 4  | Santiago Arias         |     |     |
| CB            | 23 | Dávinson Sánchez       |     |     |
| CB            | 3  | Óscar Murillo          |     |     |
| LB            | 17 | Johan Mojica           |     |     |
| CM            | 6  | Carlos Sánchez         | 3'  |     |
| CM            | 16 | Jefferson Lerma        |     |     |
| RW            | 11 | Juan Cuadrado          |     | 31' |
| AM            | 20 | Juan Fernando Quintero |     | 59' |
| LW            | 21 | José Izquierdo         |     | 70' |
| CF            | 9  | Radamel Falcao         |     |     |
| Cambios:      |    |                        |     |     |
| MF            | 5  | Wilmar Barrios         | 64' | 31' |
| MF            | 10 | James Rodríguez        | 86' | 59' |
| FW            | 7  | Carlos Bacca           |     | 70' |
| Entrenador:   |    |                        |     |     |
| José Pékerman |    |                        |     |     |

| GK            | 1  | Eiji Kawashima   | 90+4' |     |
| RB            | 19 | Hiroki Sakai     |       |     |
| CB            | 22 | Maya Yoshida     |       |     |
| CB            | 3  | Gen Shoji        |       |     |
| LB            | 5  | Yuto Nagatomo    |       |     |
| CM            | 17 | Makoto Hasebe    |       |     |
| CM            | 7  | Gaku Shibasaki   |       | 80' |
| RW            | 8  | Genki Haraguchi  |       |     |
| AM            | 10 | Shinji Kagawa    |       | 70' |
| LW            | 14 | Takashi Inui     |       |     |
| CF            | 15 | Yūya Ōsako       |       | 85' |
| Cambios:      |    |                  |       |     |
| MF            | 4  | Keisuke Honda    |       | 70' |
| MF            | 16 | Hotaru Yamaguchi |       | 80' |
| FW            | 9  | Shinji Okazaki   |       | 85' |
| Entrenador:   |    |                  |       |     |
| Akira Nishino |    |                  |       |     |

| Jugador del Partido: Yūya Ōsako Árbitros asistentes: Jure Praprotnik Robert Vukan Cuarto árbitro: Mehdi Abid Charef Quinto árbitro: Anouar Hmila Árbitro asistente de video: Danny Makkelie Árbitros asistentes del árbitro asistente de video: Bastian Dankert Sander van Roekel Felix Zwayer |

#### Japón vs. Senegal
| 24 de junio de 2018, 20:00 (UTC+5) | Japón                | 2:2 (1:1) | Senegal              | Ekaterimburgo Arena, Ekaterimburgo                          |                                                             |
|                                    | Inui 34' · Honda 78' | Reporte   | Mané 12' · Wagué 71' | Asistencia: 32 572 espectadores Árbitro(s): Gianluca Rocchi | Asistencia: 32 572 espectadores Árbitro(s): Gianluca Rocchi |

| Japón | Senegal |

| GK            | 1  | Eiji Kawashima  |       |     |
| RB            | 19 | Hiroki Sakai    |       |     |
| CB            | 22 | Maya Yoshida    |       |     |
| CB            | 3  | Gen Shoji       |       |     |
| LB            | 5  | Yuto Nagatomo   |       |     |
| CM            | 17 | Makoto Hasebe   | 90+4' |     |
| CM            | 7  | Gaku Shibasaki  |       |     |
| RW            | 8  | Genki Haraguchi |       | 75' |
| AM            | 10 | Shinji Kagawa   |       | 72' |
| LW            | 14 | Takashi Inui    | 68'   | 87' |
| CF            | 15 | Yūya Ōsako      |       |     |
| Cambios:      |    |                 |       |     |
| MF            | 4  | Keisuke Honda   |       | 72' |
| FW            | 9  | Shinji Okazaki  |       | 75' |
| MF            | 11 | Takashi Usami   |       | 87' |
| Entrenador:   |    |                 |       |     |
| Akira Nishino |    |                 |       |     |

| GK          | 16 | Khadim N'Diaye    |       |     |
| RB          | 12 | Youssouf Sabaly   | 90'   |     |
| CB          | 3  | Kalidou Koulibaly |       |     |
| CB          | 6  | Salif Sané        |       |     |
| LB          | 22 | Moussa Wagué      |       |     |
| CM          | 17 | Badou Ndiaye      |       | 81' |
| CM          | 13 | Alfred N'Diaye    |       | 65' |
| CM          | 5  | Idrissa Gueye     |       |     |
| RF          | 18 | Ismaïla Sarr      |       |     |
| CF          | 19 | M'Baye Niang      | 59'   | 86' |
| LF          | 10 | Sadio Mané        |       |     |
| Cambios:    |    |                   |       |     |
| MF          | 8  | Cheikhou Kouyaté  |       | 65' |
| MF          | 11 | Cheikh N'Doye     | 90+1' | 81' |
| FW          | 9  | Mame Biram Diouf  |       | 86' |
| Entrenador: |    |                   |       |     |
| Aliou Cissé |    |                   |       |     |

| Jugador del Partido: Sadio Mané Árbitros asistentes: Elenito Di Liberatore Mauro Tonolini Cuarto árbitro: Abdulrahman Al-Jassim Quinto árbitro: Taleb Al Maari Árbitro asistente de video: Massimiliano Irrati Árbitros asistentes del árbitro asistente de video: Tiago Martins Hernán Maidana Paolo Valeri |

#### Japón vs. Polonia
| 28 de junio de 2018, 17:00 (UTC+3) | Japón | 0:1 (0:0) | Polonia      | Volgogrado Arena, Volgogrado                              |                                                           |
|                                    |       | Reporte   | Bednarek 59' | Asistencia: 42 189 espectadores Árbitro(s): Janny Sikazwe | Asistencia: 42 189 espectadores Árbitro(s): Janny Sikazwe |

| Japón | Polonia |

| GK            | 1  | Eiji Kawashima   |     |     |
| RB            | 19 | Hiroki Sakai     |     |     |
| CB            | 22 | Maya Yoshida     |     |     |
| CB            | 20 | Tomoaki Makino   | 66' |     |
| LB            | 5  | Yuto Nagatomo    |     |     |
| CM            | 16 | Hotaru Yamaguchi |     |     |
| CM            | 7  | Gaku Shibasaki   |     |     |
| RW            | 21 | Gōtoku Sakai     |     |     |
| AM            | 9  | Shinji Okazaki   |     | 47' |
| LW            | 11 | Takashi Usami    |     | 65' |
| CF            | 13 | Yoshinori Muto   |     | 82' |
| Cambios:      |    |                  |     |     |
| FW            | 15 | Yūya Ōsako       |     | 47' |
| MF            | 14 | Takashi Inui     |     | 65' |
| MF            | 17 | Makoto Hasebe    |     | 82' |
| Entrenador:   |    |                  |     |     |
| Akira Nishino |    |                  |     |     |

| GK           | 22 | Łukasz Fabiański    |  |     |
| CB           | 18 | Bartosz Bereszyński |  |     |
| CB           | 15 | Kamil Glik          |  |     |
| CB           | 5  | Jan Bednarek        |  |     |
| RM           | 21 | Rafał Kurzawa       |  | 79' |
| CM           | 10 | Grzegorz Krychowiak |  |     |
| CM           | 6  | Jacek Góralski      |  |     |
| LM           | 3  | Artur Jędrzejczyk   |  |     |
| RF           | 19 | Piotr Zieliński     |  | 79' |
| CF           | 9  | Robert Lewandowski  |  |     |
| LF           | 11 | Kamil Grosicki      |  |     |
| Cambios:     |    |                     |  |     |
| FW           | 14 | Łukasz Teodorczyk   |  | 79' |
| MF           | 17 | Sławomir Peszko     |  | 79' |
| Entrenador:  |    |                     |  |     |
| Adam Nawałka |    |                     |  |     |

| Jugador del Partido: Jan Bednarek Árbitros asistentes: Jerson Dos Santos Zakhele Siwela Cuarto árbitro: Ricardo Montero Quinto árbitro: Juan Carlos Mora Árbitro asistente de video: Daniele Orsato Árbitros asistentes del árbitro asistente de video: Gery Vargas Carlos Astroza Paolo Valeri |

### Octavos de final

#### Bélgica vs. Japón
| 2 de julio de 2018 | Bélgica                                      | 3:2 (0:0) | Japón                    | Rostov Arena, Rostov del Don                                |                                                             |
| 21:00 MSK (UTC+3)  | Vertonghen 69' · Fellaini 74' · Chadli 90+4' | Reporte   | Haraguchi 48' · Inui 52' | Asistencia: 41 466 espectadores Árbitro(s): Malang Diedhiou | Asistencia: 41 466 espectadores Árbitro(s): Malang Diedhiou |

|  |  |

| POR              | 1  | Thibaut Courtois  |  |     |
| DEF              | 2  | Toby Alderweireld |  |     |
| DEF              | 4  | Vincent Kompany   |  |     |
| DEF              | 5  | Jan Vertonghen    |  |     |
| DEF              | 15 | Thomas Meunier    |  |     |
| MED              | 7  | Kevin De Bruyne   |  |     |
| MED              | 6  | Axel Witsel       |  |     |
| MED              | 11 | Yannick Carrasco  |  | 65' |
| DEL              | 14 | Dries Mertens     |  | 65' |
| DEL              | 9  | Romelu Lukaku     |  |     |
| DEL              | 10 | Eden Hazard       |  |     |
| Cambios:         |    |                   |  |     |
| MED              | 8  | Marouane Fellaini |  | 65' |
| MED              | 22 | Nacer Chadli      |  | 65' |
| Entrenador:      |    |                   |  |     |
| Roberto Martínez |    |                   |  |     |

| POR           | 1  | Eiji Kawashima   |     |     |
| DEF           | 19 | Hiroki Sakai     |     |     |
| DEF           | 22 | Maya Yoshida     |     |     |
| DEF           | 3  | Gen Shoji        |     |     |
| DEF           | 5  | Yuto Nagatomo    |     |     |
| MED           | 17 | Makoto Hasebe    |     |     |
| MED           | 7  | Gaku Shibasaki   | 40' | 81' |
| MED           | 8  | Genki Haraguchi  |     | 81' |
| MED           | 10 | Shinji Kagawa    |     |     |
| DEL           | 14 | Takashi Inui     |     |     |
| DEL           | 15 | Yūya Ōsako       |     |     |
| Cambios:      |    |                  |     |     |
| MED           | 16 | Hotaru Yamaguchi |     | 81' |
| MED           | 4  | Keisuke Honda    |     | 81' |
| Entrenador:   |    |                  |     |     |
| Akira Nishino |    |                  |     |     |

| Jugador del Partido: Eden Hazard Árbitros asistentes: Djibril Camara Samba El Hadji Cuarto árbitro: Bakary Gassama Árbitro asistente de video: Felix Zwayer Árbitros asistentes del árbitro asistente de video: Mark Borsch Clément Turpin Danny Makkelie |